# Väinö Suvivuo
Väinö Armas Suvivuo, pierwotnie Söderström (ur. 17 stycznia 1917 w Haminie, zm. 2 maja 1985 w Lahti) – fiński lekkoatleta, płotkarz, medalista mistrzostw Europy z 1946, chorąży reprezentacji Finlandii na igrzyskach olimpijskich w 1952.
Specjalizował się w biegu na 110 metrów przez płotki. Zdobył brązowy medal w tej konkurencji na mistrzostwach Europy w 1946 w Oslo, przegrywając jedynie z Håkanem Lidmanem ze Szwecji i Polem Braekmanem z Belgii.
Odpadł w półfinale biegu na 110 metrów przez płotki na igrzyskach olimpijskich w 1952 w Helsinkach. Podczas ceremonii otwarcia tych igrzysk niósł flagę Finlandii.
Jego rekord życiowy w biegu na 110 metrów przez płotki wynosił 14,6 s (ustanowiony 5 września 1953 w Helsinkach).